# Đảo của dân ngụ cư
Đảo của dân ngụ cư là một phim điện ảnh chính kịch tâm lý tình cảm Việt Nam năm 2017 do Hồng Ánh đạo diễn và Nguyễn Quang Lập viết kịch bản, chuyển thể từ truyện ngắn cùng tên năm 1992 của nhà văn Đỗ Phước Tiến. Phim có sự tham gia diễn xuất của Phạm Hồng Phước, Ngọc Thanh Tâm, Nhan Phúc Vinh, NSƯT Ngọc Hiệp, Hoàng Phúc, Hoàng Nhân, NSƯT Hữu Châu, Phi Phụng và Lê Hiền Hạnh. Nội dung phim xoay quanh các mối quan hệ của các nhân vật sống chung trong một nhà hàng mang tên Đêm trắng, với mỗi nhân vật đều mang một ám ảnh nội tâm riêng.
Đảo của dân ngụ cư là phim điện ảnh đầu tiên Hồng Ánh giữ vai trò đạo diễn, và đây cũng là lần đầu tiên nam ca sĩ Phạm Hồng Phước tham gia đóng phim. Dự án phim đã được Hồng Ánh ấp ủ trong hơn 10 năm mới chính thức được lên kế hoạch thực hiện. Phim được quay tại Huế và Hội An, Việt Nam.
Đảo của dân ngụ cư ra mắt vào ngày 24 tháng 5 năm 2017 tại sự kiện Tuần lễ phim Việt Nam tại Madrid, Tây Ban Nha, và được công chiếu tại Việt Nam vào ngày 9 tháng 6 năm 2017 bởi công ty BHD. Phim đã nhận được tám đề cử tại Liên hoan phim quốc tế ASEAN 2017, và giành chiến thắng tại ba hạng mục: Phim hay nhất, Nam diễn viên chính xuất sắc nhất và Đạo diễn hình ảnh (DOP) xuất sắc nhất. Đến ngày 29 tháng 11 năm 2017, bộ phim được công chiếu trong hạng mục cạnh tranh chính thức - giải thưởng Kim Tự Tháp Vàng tại Liên hoan phim quốc tế Cairo lần thứ 39, đây là LHP lâu đời nhất và duy nhất được FIAPF công nhận hạng A tại khu vực Ả Rập, Châu Phi và Trung Đông.

## Nội dung
Phước (Phạm Hồng Phước) là một gã lang thang. Cậu quyết định tạm dừng chuyến hành trình của mình tại một nhà hàng chuyên bán lẩu dê tên là Đêm trắng. Từ lúc nhận được cái nhìn soi mói của Xiếm Hoa (Ngọc Hiệp) và bước vào bên trong cánh cổng luôn đóng kín vào ban ngày của Đêm trắng, cậu không ngờ cuộc đời mình sẽ thay đổi mãi mãi. 
Ông chủ của Đêm trắng (Hoàng Phúc) là một người ít nói, độc tài và trông khá đáng sợ. Ông có một cô con gái tên Chu (Ngọc Thanh Tâm). Vì bị liệt ở chân nên Chu chính là nỗi ô nhục mà ông chủ luôn giấu kín trên căn gác mà không ai được bén mảng đến. Cũng tại nhà hàng này, Phước kết bạn với Miên (Nhan Phúc Vinh), gã thanh niên người Khmer hoang dã và phóng khoáng, người sẽ tạo ra một bước ngoặt lớn trong cuộc đời cậu. Trong đám người làm còn có ông Ahmed (Hoàng Nhân), một người theo đạo Hồi luôn lặng lẽ như dòng thời gian lúc nào cũng ì ạch trong căn nhà cổ. Cuộc đời của Phước và tất cả những con người tại nơi đó bắt đầu dịch chuyển từ lúc cậu xuất hiện, chầm chậm, âm ỉ nhưng cũng đầy cảm giác nhục dục và đê mê.

## Diễn viên
- Phạm Hồng Phước vai Phước
- Ngọc Thanh Tâm vai Chu
- Nhan Phúc Vinh vai Miên
- NSƯT Ngọc Hiệp vai Xiếm Hoa
- Hoàng Phúc vai Ông chủ
- Hoàng Nhân vai Ahmed

NSƯT Hữu Châu, Phi Phụng và Lê Hiền Hạnh cũng tham gia vào phim với các vai diễn khách mời.

## Sản xuất
Vào những năm giữa thập niên 2000, diễn viên Hồng Ánh đọc được kịch bản Đảo của dân ngụ cư, cô rất thích và mong muốn thực hiện bộ phim này trong vai trò nhà sản xuất và tham gia vào một vai diễn. Dự án phim đã được Hồng Ánh cô ấp ủ thực hiện trong hơn 10 năm, tuy nhiên do một vài vấn đề, tới năm 2016 bộ phim mới chính thức được lên kế hoạch thực hiện. Đây là phim điện ảnh đầu tiên Hồng Ánh giữ vai trò đạo diễn, và cũng là lần đầu tiên nam ca sĩ Phạm Hồng Phước tham gia đóng phim. Phim được quay tại Huế và Hội An, Việt Nam.
Trong buổi ra mắt phim tại Thành phố Hồ Chí Minh, Việt Nam, diễn viên Phạm Hồng Phước cho biết phân cảnh quan hệ tình dục của anh trong phim được quay trong một căn phòng chật chội, nóng bức ở phố cổ Hội An. Anh còn tiết lộ thêm, "Phước phải thực hiện cảnh giường chiếu với không chỉ một mà đến hai người phụ nữ đó là Ngọc Thanh Tâm và một nữ diễn viên đóng thế nữa."

## Phát hành
Đảo của dân ngụ cư được giới thiệu tới công chúng lần đầu tiên vào ngày 4 tháng 11 năm 2016 trong Liên hoan phim quốc tế Hà Nội 2016. Đây cũng là phim điện ảnh đại diện duy nhất của Việt Nam được giới thiệu tại Liên hoan phim quốc tế ASEAN 2017 diễn ra từ ngày 4 tháng 5 đến 6 tháng 5 năm 2017 tại Malaysia. Tác phẩm là một trong bốn phim điện ảnh Việt Nam được giới thiệu vào ngày 20 tháng 5 năm 2017 tại sự kiện Đêm Việt Nam nằm trong khuôn khổ Liên hoan phim Cannes 2017, cùng với Người vợ ba, Culi không bao giờ khóc và Vị. Chiều ngày 24 tháng 5 năm 2017, phim được công chiếu lần đầu tiên với phụ đề tiếng Tây Ban Nha tại sự kiện Tuần lễ phim Việt Nam tại Madrid, Tây Ban Nha cùng với ba phim điện ảnh Tôi thấy hoa vàng trên cỏ xanh, Quyên và Cuộc đời của Yến, và đã cháy vé trong suất chiếu tối ngày 25 tháng 5 của sự kiện này. Phim có hai buổi họp báo ra mắt khán giả Việt Nam, một buổi tại Hà Nội vào ngày 5 tháng 6 năm 2017, và một buổi tại Thành phố Hồ Chí Minh vào ngày 7 tháng 6 năm 2017.
Đảo của dân ngụ cư do công ty BHD giữ bản quyền phát hành. Phim được dán nhãn C18 và ban đầu được sự định công chiếu tại Việt Nam vào tháng 8 năm 2017. Sau đó phim được đẩy sớm ngày phát hành lên hai tháng, và được công chiếu chính thức vào ngày 9 tháng 6 năm 2017 dưới định dạng 2D tiêu chuẩn kèm phụ đề tiếng Anh.
Tại LHP Quốc tế Cairo (CIFF 2017) lần thứ 39, được tổ chức từ ngày 21 đến ngày 30 tháng 11 năm 2017 tại Cairo, Ai Cập, phim  được lựa chọn vào vòng tranh giải. Tại LHP Quốc tế Warsaw (WFF 2017), diễn ra từ ngày 13 tới ngày 22 tháng 10 năm 2017 tại Ba Lan, phim được lựa chọn trình chiếu chính thức. Đảo của dân ngụ cư cũng được lựa chọn dự thi tại LHP Đông Á tại Luân Đôn (London East Asia Film Festival – LEAFF 2017). Phim được lựa chọn tham dự và trình chiếu chính thức LHP quốc tế Brisbane tai Brisbarne, Queensland, Úc từ ngày 17 tháng 8 đến ngày 3 tháng 9 năm 2017.

## Đánh giá chuyên môn
Đảo của dân ngụ cư đã nhận được nhiều ý kiến trái chiều từ giới phê bình điện ảnh, đề cao diễn xuất của các diễn viên, phong cách đạo diễn cũng như tông nền của bộ phim, nhưng đồng thời cũng chỉ trích lối mòn trong việc lựa chọn nội dung của Hồng Ánh.
Cây bút Phúc Du từ Trí thức trẻ đã gọi bộ phim là một "cuốn phim về những bí bách của cả một xã hội thu nhỏ trong một căn nhà", đồng thời bình luận, "Bí bách, uẩn ức và lệ thuộc chính là những tính từ để miêu tả cuộc sống của những con người trên hòn đảo của dân ngụ cư, như những chú dê chờ đến ngày bị cắt cổ." Lê Na từ Thanh niên Online thì viết rằng phim "thu hút người xem bằng những khuôn hình đầy ám ảnh, lúc thì dữ dội bạo liệt, khi thì trầm lắng miên man," và gọi "'cảnh nóng' đầy nghệ thuật là điểm nhấn cho bộ phim."
Nguyễn Tuấn từ trang Tuổi trẻ Online lại cho rằng Đảo của dân ngụ cư là một tác phẩm điện ảnh quá nặng đối với một sản phẩm đầu tay, kéo theo nhiều chi tiết thừa thãi: "Đảo của dân ngụ cư có cốt liệu rất dày, chính vì vậy, kịch bản của Nguyễn Quang Lập, hay chính bản thân Hồng Ánh đã khá bối rối trong cách chọn điểm nhìn. Việc đó vô hình trung làm bộ phim bị rời rạc và thiếu nhất quán."  Nhà phê bình Lê Hồng Lâm từ trang Zing.vn lại so sánh phim với các tác phẩm trước mà Hồng Ánh tham gia diễn xuất, khi các nhân vật chính trong những bộ phim này đều coi "tình dục là sự cứu rỗi", đồng thời anh cũng chỉ trích Đảo của dân ngụ cư chỉ là "cái mối nối dài những nhân vật 'nàng thơ' bị nhốt của Hồng Ánh trong hơn một thập kỷ trước."

## Giải thưởng và đề cử
| Năm  | Giải thưởng                             | Hạng mục                                                                         | Đề cử              | Kết quả   | Chú thích |
| ---- | --------------------------------------- | -------------------------------------------------------------------------------- | ------------------ | --------- | --------- |
| 2017 | Giải Cánh diều 2017                     | Phim truyện xuất sắc                                                             | Đảo của dân ngụ cư | Bằng khen | [ 20 ]    |
| 2017 | Giải Cánh diều 2017                     | Nam diễn viên phụ xuất sắc                                                       | Nhan Phúc Vinh     | Đoạt giải | [ 20 ]    |
| 2017 | Giải Cánh diều 2017                     | Nữ diễn viên phụ xuất sắc                                                        | NSƯT Ngọc Hiệp     | Đề cử     | [ 20 ]    |
| 2017 | Giải Cánh diều 2017                     | Quay phim xuất sắc                                                               | Lý Thái Dũng       | Đoạt giải | [ 20 ]    |
| 2017 | Liên hoan phim quốc tế Asean            | Phim xuất sắc nhất                                                               | Đảo của dân ngụ cư | Đoạt giải | [ 7 ]     |
| 2017 | Liên hoan phim quốc tế Asean            | Đạo diễn xuất sắc nhất                                                           | Hồng Ánh           | Đề cử     | [ 7 ]     |
| 2017 | Liên hoan phim quốc tế Asean            | Nam diễn viên chính xuất sắc nhất                                                | Phạm Hồng Phước    | Đoạt giải | [ 7 ]     |
| 2017 | Liên hoan phim quốc tế Asean            | Nữ diễn viên chính xuất sắc nhất                                                 | Ngọc Thanh Tâm     | Đề cử     | [ 7 ]     |
| 2017 | Liên hoan phim quốc tế Asean            | Nữ diễn viên phụ xuất sắc nhất                                                   | NSƯT Ngọc Hiệp     | Đề cử     | [ 7 ]     |
| 2017 | Liên hoan phim quốc tế Asean            | Kịch bản xuất sắc nhất                                                           | Nguyễn Quang Lập   | Đề cử     | [ 7 ]     |
| 2017 | Liên hoan phim quốc tế Asean            | Đạo diễn hình ảnh xuất sắc nhất                                                  | Lý Thái Dũng       | Đoạt giải | [ 7 ]     |
| 2017 | Liên hoan phim quốc tế Asean            | Dựng phim xuất sắc nhất                                                          | Julie Béziau       | Đề cử     | [ 7 ]     |
| 2017 | Liên hoan phim quốc tế Á Âu             | Giải đặc biệt của Ban giám khảo                                                  | Đảo của dân ngụ cư | Đoạt giải | [ 21 ]    |
| 2018 | Efebo d’Oro                             | Giải thưởng lớn                                                                  | Đảo của dân ngụ cư | Đoạt giải | [ 22 ]    |
| 2018 | Liên hoan phim châu Á – Thái Bình Dương | Câu chuyện sáng tạo nhất (Best Story)                                            | Đảo của dân ngụ cư | Đoạt giải | [ 23 ]    |
| 2018 | Liên hoan phim châu Á – Thái Bình Dương | Giải đặc biệt của Ban giám khảo dành cho diễn viên xuất sắc (Special Jury Award) | Ngọc Thanh Tâm     | Đoạt giải | [ 23 ]    |
| 2018 | Liên hoan phim quốc tế Cairo lần thứ 39 | Kim Tự Tháp Vàng                                                                 | Đảo của dân ngụ cư | Đoạt giải | [ 9 ]     |